# Bacio sulla guancia

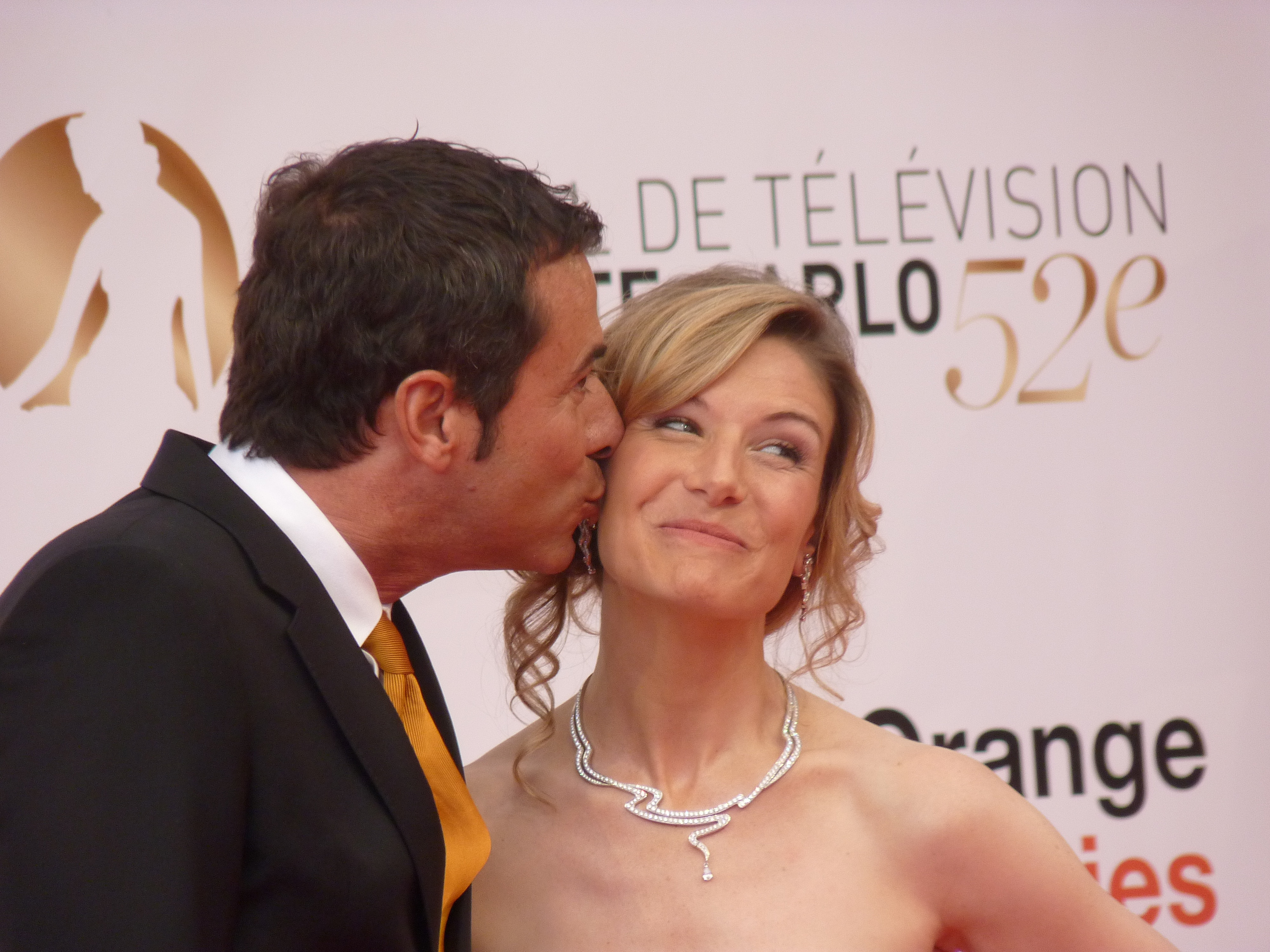
Bacio sulla guancia

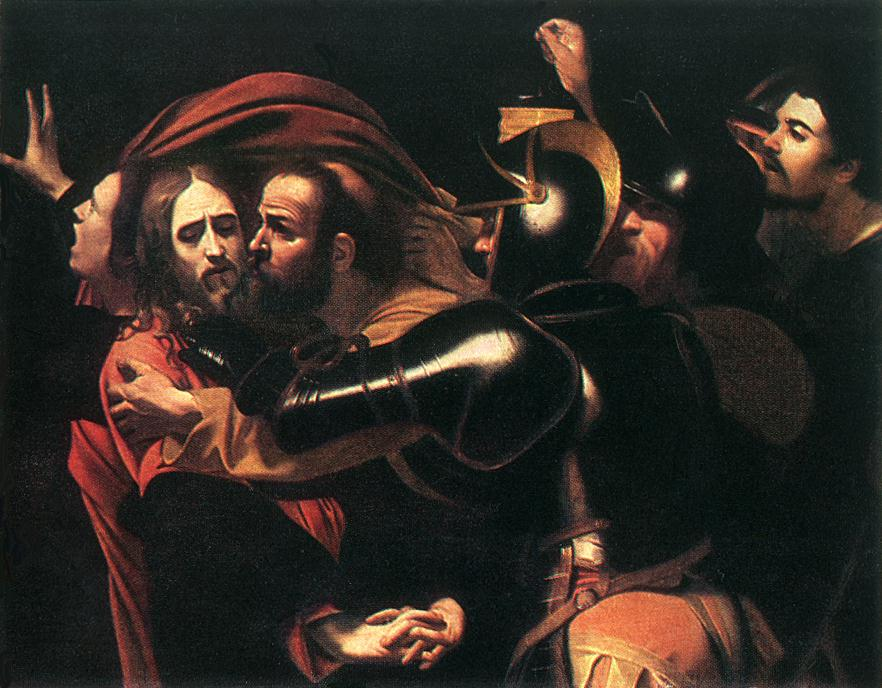
Bacio sulla guancia di Giuda a Gesù in un quadro di Caravaggio

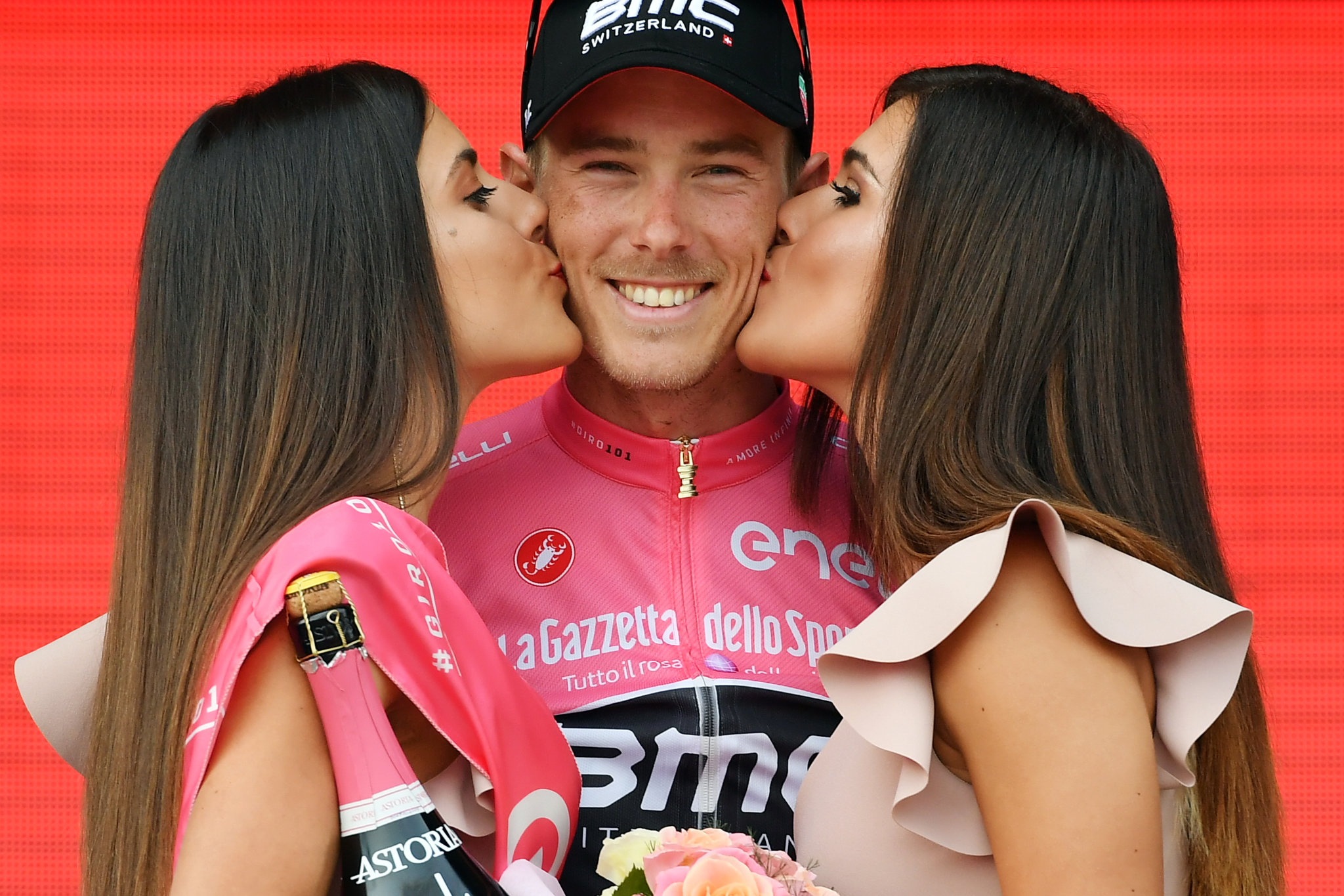
Doppio bacio sulla guancia

Il bacio sulla guancia è un gesto rituale o sociale il cui significato è fondamentalmente lo stesso di molte forme di baci, ovvero con una connotazione informalmente affettuosa oppure di saluto formale.
Il bacio sulla guancia è un gesto conviviale molto comune nel Medio Oriente, nel Mediterraneo, nell'Europa meridionale, centrale e orientale, nel Corno d'Africa, in America Centrale e in Sud America. In altri paesi, inclusi Stati Uniti e Giappone, il bacio sulle guance è comune anche in occasione di incontri internazionali tra capi di stato, First Ladies o membri delle famiglie reali e imperiali.

La presidente del consiglio dei ministri italiana Giorgia Meloni ed il politico rumeno George Simion si salutano con un bacio sulla guancia, marzo 2025

A seconda della tradizione culturale autoctona, il bacio sulla guancia può essere considerato più appropriato tra i membri della famiglia, così come tra amici e conoscenti, anziché in ambienti formali o con sconosciuti.
In un bacio sulla guancia, entrambe le persone si chinano in avanti l'una verso l'altra sfiorandosi o toccandosi leggermente le guance oppure baciando con le labbra una guancia.
In alcuni paesi, tra cui l'Italia, il bacio sulla guancia senza il consenso del ricevente può configurarsi come violenza sessuale.
International Scientific Forum on Home Hygiene ha affermato che un veloce bacio sulla guancia ha meno probabilità di provocare la trasmissione di microrganismi rispetto alla stretta di mano. Durante la pandemia di COVID-19, le autorità di vari paesi tra cui Unione Europea hanno vietato o sconsigliato tale pratica.